# Siłwana Czauszewa
Siłwana Czauszewa, bułg. Силвана Чаушева (ur. 19 maja 1995 w Smolanie) – bułgarska siatkarka, reprezentantka kraju, grająca na pozycji przyjmującej.

## Sukcesy klubowe
Mistrzostwo Bułgarii:
- 2015, 2017, 2022[3]
- 2014

Puchar Bułgarii:
- 2015, 2017, 2022[4]

Superpuchar Bułgarii:
- 2015

## Sukcesy reprezentacyjne
Mistrzostwa Świata U-23:
- 2017

Liga Europejska:
- 2018

## Nagrody indywidualne
- 2018: Najlepsza atakująca Ligi Europejskiej